# Glasgow South (circonscription du Parlement britannique)
Circonscription parlementaire de la Chambre des communes
Glasgow South est une circonscription électorale britannique située en Écosse.

## Liste des députés
| Élection | Élection | MP               | Parti                   |
| -------- | -------- | ---------------- | ----------------------- |
|          | 2005     | Tom Harris       | Parti travailliste      |
| 2010     |          | Tom Harris       | Parti travailliste      |
|          | 2015     | Stewart McDonald | Parti national écossais |
| 2017     |          | Stewart McDonald | Parti national écossais |
| 2019     |          | Stewart McDonald | Parti national écossais |

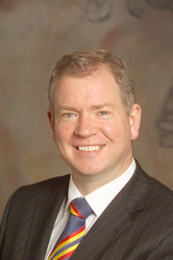
Tom Harris (2001-2015)
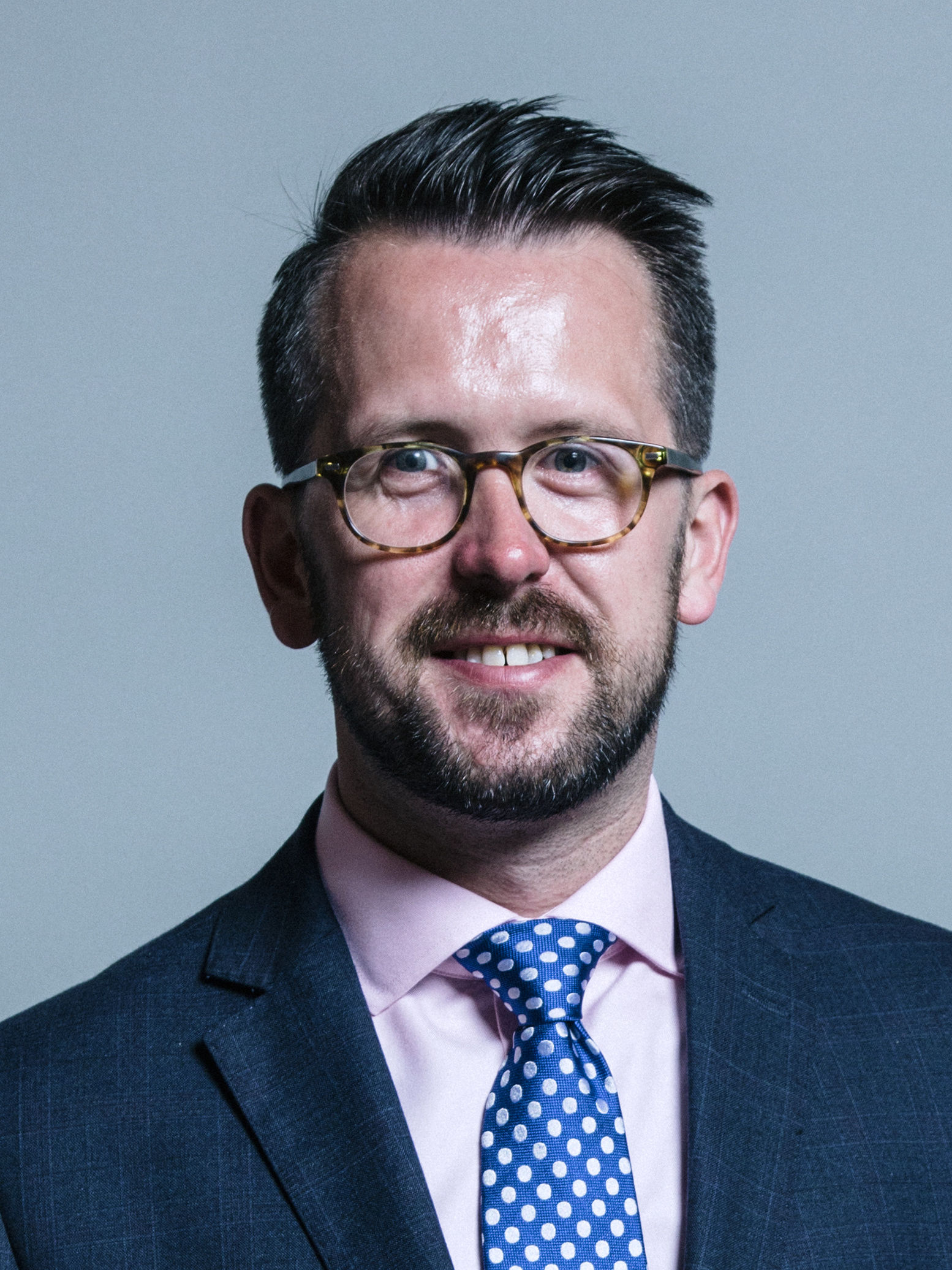
Stewart McDonald (2015-Présent)